# Kalemie
Kalemie kikötőváros (korábban, 1966-ig Albertville vagy Albertstad) a Kongói Demokratikus Köztársaságban a Tanganyika-tó nyugati partján fekszik. A város a tónak azon a pontján fekszik, ahol a tó vizét elvezető Lukuga-folyó kiágazik a tóból. A Lukuga később a Lualaba-folyóba  torkollik, mely a Kongó felső főfolyása.

## Története
A várost 1892-ben katonai állomáshelyként alapította Jacques de Dixmunde belga tábornok.

## Kalemie kikötője
Kalemie kikötőjét azzal a céllal építették, hogy összeköttetést biztosítson a Lualaba-folyó mellett fekvő Kalabo-ból induló Great Lakes (Nagy tavak) vasútvonal számára a tó tanzániai oldalán fekvő Kigoma kikötőjéig, ahonnan a Tanzanian Central Railway Line vasúttársaság vonatai Dar es Salaam tengeri kikötőjéig vezetnek. A kikötő 130 m-es rakpartja és 3 mobil kikötői daruja napi 500 tonnás árukapacitást biztosít, két műszakos üzemben. A daruk azonban üzemképtelenek, valamint a hajók sem tudják megközelíteni a rakpartot a tó feltöltődése miatt. A kikötői épületekre is ráfér a felújítás. Ráadásul Kalemie-től 100 km-re nyugatra a vasútvonal nagyon rossz állapotban van és nem teljesen üzemképes.
Kalemie kikötőjéből személyhajó-járatok is közlekednek a Tanganyika-tó északi részén fekvő  Uvira kikötőjébe, valamint Burundi fővárosába, Bujumburába, továbbá a tó déli részén Mobába és a zambiai Mpulunguba.
Kalemie kikötőjét a Kongói Demokratikus Köztársaság SNCC vasúttársasága üzemelteti. A Matadi-Kinshasa vonal kivételével ugyanez a társaság üzemelteti az ország többi vasútvonalát is, valamint az ország keleti részének vízi útjain a személyhajó-járatokat.
Kalemie repülőtere a Kalemie Airport (IATA: FMI, ICAO: FZRF).

### A 2005-ös földrengés
A Tanganyika-tavon 2005 december 5-én földrengés pusztított. A földrengés epicentruma Kalemie-től 55 km-re délkeletre, a tó szintje alatt mintegy 10 km-rel volt.  A földrengésben több mint tíz ház semmisült meg, és legalább egy halálesetet is jelentettek.